# Karin Landgren
Karin Landgren (* 13. Oktober 1957) ist eine schwedische Diplomatin und ehemalige UN-Untergeneralsekretärin. Sie war von 2018 bis 2024 Geschäftsführerin der unabhängigen Denkfabrik Security Council Report und ist die erste Frau, die drei UN-Friedensmissionen geleitet hat.

## Frühe Jahre und Ausbildung
Landgren wuchs in Japan und Dänemark auf. Sie absolvierte ihr Studium an der London School of Economics mit einem Bachelor of Science (Economics) in internationalen Beziehungen und einem Master of Laws in internationalem Recht.

## Laufbahn bei den Vereinten Nationen

### UNHCR (1980–1998)
Landgren trat 1980 dem UNHCR bei. Anfang 1983 wechselte sie nach Indien, wo sie sich um den Schutz afghanischer und iranischer Asylsuchender kümmerte. Anschließend arbeitete sie mit vietnamesischen Asylsuchenden auf den Philippinen und in Singapur, wo sie als UNHCR-Vertreterin tätig war (1988–1990). Nach ihrer Zeit als Stabschefin des stellvertretenden Hohen Flüchtlingskommissars (1990–1992) leitete sie UNHCR-Büros in Eritrea nach dem eritreischen Unabhängigkeitskrieg und in Bosnien und Herzegowina während des Bosnienkrieges.
Als UNHCR-Leiterin für Standards und Rechtsberatung in Genf (1994–1998) trug sie insbesondere zur Arbeit des UNHCR und zu internationalen Standards in den Bereichen Staatenlosigkeit, geschlechtsspezifische Verfolgung und Flüchtlingsrückführung bei. Basierend auf ihren Erfahrungen im ehemaligen Jugoslawien veröffentlichte sie einen Artikel über die Verwendung von Sicherheitszonen während Konflikten.

### UNICEF (1998–2008)
Sie wechselte 1998 zu UNICEF als erste Leiterin für Kinderschutz der Organisation. 2004–2005 entwickelte sie einen neuen und systematischen Ansatz zum Kinderschutz (das „protective environment“), der zur UNICEF-Politik wurde und später von anderen Organisationen übernommen wurde. 2007–2008 lehrte sie einen Aufbaukurs im Kinderschutz an der School of International and Public Affairs der Columbia-Universität. Sie war Mitglied des Redaktionsausschusses der UN-Studie über Gewalt gegen Kinder.

### Leitung von UN-Friedensmissionen
2008 wurde Landgren stellvertretende Sonderbeauftragte des Generalsekretärs für Nepal unter dem Sonderbeauftragten Ian Martin. Im Februar 2009 ersetzte sie Martin als Leiterin der Mission der Vereinten Nationen in Nepal (UNMIN) nach der Verabschiedung der Sicherheitsratsresolution 1864 (2009). In dieser Eigenschaft überwachte sie die ausgehandelte Freilassung ehemaliger Kindersoldaten. Sie schloss UNMIN im Januar 2011. Mit dieser Ernennung wurde Landgren 2009 zur achten Frau in der Geschichte der UN, die eine Friedensmission leitete.
Von 2011 bis 2012 war sie Leiterin des Büros der Vereinten Nationen in Burundi  (BNUB).
Von 2012 bis 2015 war sie Sonderbeauftragte des Generalsekretärs für Liberia und Leiterin der Mission der Vereinten Nationen in Liberia (UNMIL). Mit dieser Ernennung wurde Landgren zur ersten Frau, die drei UN-Friedensmissionen geleitet hatte. Sie leitete die Reaktion der UNMIL auf den Ebola-Ausbruch 2014 in Liberia.

## Frauen, Frieden und Sicherheit
Landgren ist Gründungsmitglied des Nordic Women Mediators Network. Sie hat sich aktiv für die Agenda „Frauen, Frieden und Sicherheit“ eingesetzt und war 2009 die achte Frau in der Geschichte der UN, die eine Friedensmission leitete.

## Wissenschaftliche Tätigkeit
Landgren ist Adjunct Professor an der Columbia-Universität School of International and Public Affairs und hat umfassend zu humanitären, Flüchtlings- und Kinderschutzthemen publiziert und Vorträge gehalten. Anfang 2016 war sie George Soros Visiting Practitioner Chair an der Central European University. Sie ist derzeit Distinguished Fellow an der Universität New York (Center on International Cooperation). Sie hält ein Zertifikat in Public Policy and Governance der Universität Maastricht.

## Security Council Report
Von Mai 2018 bis 2024 war Landgren Geschäftsführerin von Security Council Report, einer unabhängigen Organisation, die über die Arbeit des UN-Sicherheitsrats berichtet. Während ihrer Amtszeit dokumentierte die Organisation die Reaktionen des Sicherheitsrats auf bedeutende Ereignisse wie die COVID-19-Pandemie, den Ukraine-Konflikt und den Gaza-Konflikt.

## Auszeichnungen
2025 erhielt Landgren zusammen mit Martin Kobler die Dag-Hammarskjöld-Ehrenmedaille der Deutschen Gesellschaft für die Vereinten Nationen für ihre herausragenden Verdienste um die Vereinten Nationen.